# Томпсон, Кортни
Кортни Линн Томпсон (англ. Courtney Lynn Thompson); (род. 4 ноября 1984, Белвью, округ Кинг, штат Вашингтон, США) ― американская волейболистка, связующая. Двукратный серебряный призёр Олимпийских игр (2012, 2016), чемпионка мира 2014.

## Биография
Родилась в Белвью штата Вашингтон в семье Стивена и Линды Томпсон. У Кортни есть два старших брата. В детстве семья переехала в город Кент того же штата, где училась в средней школе «Кентлейк». Выступала за школьную команду, трижды выиграв с ней чемпионат штата среди юниоров. В 2002 признана игроком года штата Вашингтон.
В 2003 поступила в Университет штата Вашингтон, с волейбольной командой которого «Вашингтон Хаскис» становилась победителем (2005) и дважды бронзовым призёром (2004, 2006) чемпионатов Национальной ассоциации студенческого спорта (англ. National Collegiate Athletic Association, сокр. NCAA).
В 2007—2016 играла за клубы из Пуэрто-Рико, Швейцарии, Австрии, Польши и Бразилии. Неоднократно становилась победителем и призёром чемпионатов и розыгрышей Кубков этих стран. Победитель клубного чемпионата Южной Америки 2016.
В 2007 дебютировала в национальной сборной США, приняв участие в Гран-при, розыгрыше Панамериканского Кубка и Панамериканских играх (бронзовая медаль). В последующие годы выступлений за сборную дважды становилась призёром Олимпийских игр (2012 и 2016), чемпионкой мира 2014, двукратной чемпионкой Гран-при, призёром Панамериканских игр 2011. После Олимпиады-2016 завершила игровую карьеру.
С 2020 года — на тренерской работе. Входила в тренерский штаб волейбольных команд университета Пеппердайна и Стэнфордского университета, а в 2022 — женской старшей молодёжной сборной США.

### Клубная карьера
- 2003—2006 —  «Вашингтон Хаскис» (Пулмен);
- 2007—2008 —  «Хигантес де Каролина» (Каролина);
- 2008—2009 —  «Цайлер» (Кёниц)
- 2009—2010 —  «Ланчерас де Катаньо» (Катаньо);
- 2010—2011 —  «СВС Пост» (Швехат)
- 2011—2012 —  «Ланчерас де Катаньо» (Катаньо);
- 2012—2013 —  «Будовляни» (Лодзь);
- 2013—2015 —  «Волеро» (Цюрих);
- 2015—2016 —  «Рексона-Адес» (Рио-де-Жанейро).

## Достижения

### Со сборной США
- серебряный (2012) и бронзовый (2016) призёр Олимпийских игр.
- чемпионка мира 2014.
- двукратный победитель Мирового Гран-При — 2012, 2015;
  - серебряный призёр Мирового Гран-при 2016
- двукратный бронзовый призёр Панамериканских игр — 2007, 2011.
- бронзовый призёр Панамериканского Кубка 2010.

### С клубами
- победитель (2005) и двукратный бронзовый призёр (2004, 2006) чемпионатов Национальной ассоциации студенческого спорта (NCAA).
- чемпион Пуэрто-Рико 2012;
  - двукратный бронзовый призёр чемпионатов Пуэрто-Рико — 2008, 2010.
- 3-кратная чемпионка Швейцарии — 2009, 2014, 2015.
- двукратный победитель розыгрышей Кубка Швейцарии — 2014, 2015.
- обладатель Суперкубка Швейцарии 2008.
- чемпионка Австрии 2011.
- чемпионка Бразилии 2016.
- победитель розыгрыша Кубка Бразилии 2016.
- обладатель Суперкубка Бразилии 2015.

- бронзовый призёр клубного чемпионата мира 2015.
- победитель клубного чемпионата Южной Америки 2016.
- серебряный призёр чемпионата MEVZA 2011.

### Индивидуальные
- 2006: лучшая связующая чемпионата NCAA.
- 2008: лучшая связующая чемпионата Пуэрто-Рико.
- 2010: лучшая связующая чемпионата Пуэрто-Рико.